# CSI: Crime Scene Investigation
CSI: Crime Scene Investigation (también llamada CSI: Las Vegas, CSI: En la escena del crimen o Escena del crimen) es una serie de televisión estadounidense de ficción, transmitida por primera vez el 6 de octubre de 2000 en los Estados Unidos por la cadena CBS. Fue creada por Anthony E. Zuiker y está producida por Jerry Bruckheimer.
La serie se centra en torno a un grupo de peritos forenses y criminólogos que trabajan en la ciudad estadounidense de Las Vegas (Nevada), investigando los crímenes que en ella suceden. La original fórmula de la serie y su éxito suscitó tres secuelas, CSI: Miami (2002-2012), CSI: Nueva York (2004-2013) y CSI: Cyber (2015-2016), en torno a los equipos de científicos forenses de dichas ciudades, pero además influye en varias series posteriores relacionadas con la investigación criminal, como Bones o NCIS entre otras.
CSI ha sido reconocida como la serie dramática más popular a nivel internacional por el Festival de Televisión de Monte-Carlo, que la ha premiado con el "International Television Audience Award (Mejor Serie Drama de Televisión)" en tres oportunidades. Se estima la audiencia mundial de CSI en más de 73,8 millones de espectadores en 2009. En 2015 la serie fue cancelada después de 15 temporadas, siendo el último capítulo el 27 de septiembre de 2015, pero el personaje de Ted Danson, D.B. Russell regresó en la segunda temporada de Cyber como principal.
En febrero de 2020, CBS anunció el regreso de la serie con dos de sus principales actores, William Petersen (Gil Grissom) y Jorja Fox (Sara Sidle). La serie salió al aire el 6 de octubre de 2021 ahora con el nombre de CSI: Vegas.

## Producción

### Descripción
CSI: Crime Scene Investigation está producida por Jerry Bruckheimer Television y CBS Productions, que posteriormente cambió su nombre a CBS Paramount Television a finales del 2006. La serie actualmente se emite los jueves a las 9:00 p. m. en CBS.
La serie ha sido duramente criticada por la policía y fiscales públicos, que sienten que CSI retrata una imagen inexacta de como la policía soluciona los crímenes. El Consejo de Televisión de Padres criticó el nivel gratuito de violencia gráfica e imágenes de contenido sexual mostrados en el show. A pesar de esto, CSI se convirtió en el espectáculo más visto en la televisión estadounidense en el 2002. El éxito de la serie, animó a CBS a producir una franquicia CSI, partiendo en mayo del 2002 con el spin-off CSI: Miami, en 2004, con CSI: New York, y ahora, con CSI: Cyber, centrándose en cybercrímenes.
Desde el 2008, CSI demanda un coste medio de $262,600 dólares durante 30 segundos de comercial.

### Concepción y desarrollo
Durante los años 1990, Anthony E. Zuiker captó la atención del productor Jerry Bruckheimer después de la escritura de su primer guion para una película. Bruckheimer quería una idea para una serie de televisión, Zuiker no la tenía, pero su esposa le comentó sobre un show del Discovery Channel que mostraban técnicas forenses y el uso del ADN como evidencia para resolver casos (The New Detectives). Zuiker comenzó a pasar parte de su tiempo con investigadores del Departamento de Policía de Las Vegas, fue como poco a poco se fue convenciendo que era un buen concepto para una serie. Bruckheimer estuvo de acuerdo y se puso en contacto con la dirección de la Touchstone Pictures. A los directivos de ese tiempo les gustó el formato y lo presentó a cadenas como ABC, NBC y Fox, pero sus ejecutivos decidieron pasar. El jefe del desarrollo de drama de la CBS vio el potencial en la escritura, y la cadena le dio la oportunidad a William Petersen (quien ya tenía contrato con ella) para realizar el piloto. A los ejecutivos de la red les gustó, por lo que decidieron incluir el show rápidamente en su programación en el año 2000, los viernes después de la serie The Fugitive. Al principio se pensaba que CSI se beneficiaría de aquel show, pero a final de aquel año, CSI tenía una audiencia mucho mayor.

### Filmación y localizaciones

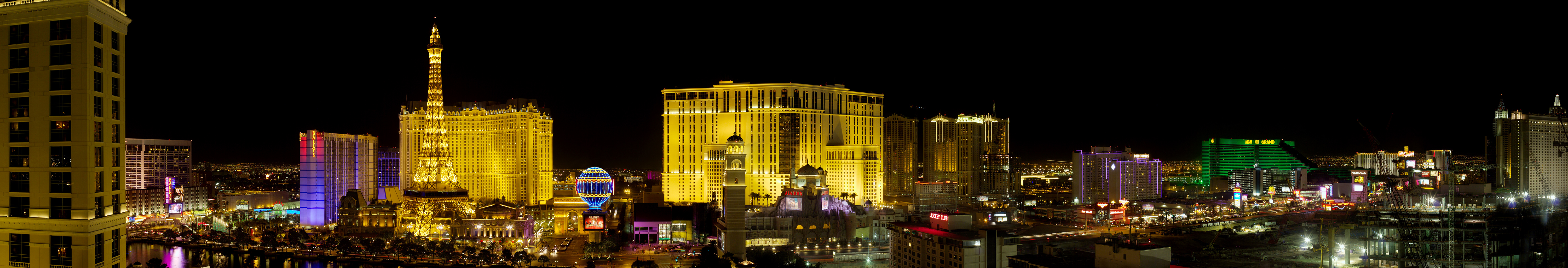
Las Vegas, lugar donde transcurre la serie.

CSI fue inicialmente rodada en Rye Canyon, un campus corporativo proporcionado por Lockheed Corporations, situado en el área de Valencia de Santa Clarita, California. Otros shows como The Unit y Mighty Morphin Power Rangers son grabados ahí también.
Después del undécimo episodio, la filmación cambió a los "Estudios Santa Clarita", y sólo las imágenes de las calles fueron grabadas en Las Vegas, Nevada. De vez en cuando, cuando el argumento lo requiere, el elenco se muda hacia Las Vegas para realizar grabaciones. Santa Clarita fue escogido por su semejanza con las afueras de Las Vegas. Algunas ubicaciones de California incluyen Verdugo Hills High School, UCLA's Royce Hall, Pasadena City Hall y la California State University. Mientras que las escenas son filmadas principalmente en Universal Studios en Universal City, California, el entorno de Santa Clarita ha probado ser tan versátil que CSI todavía graba algunas de sus escenas exteriores allí.

### Música
En la primera temporada, se usaba una canción instrumental en el introducción del show, pero luego fue sustituida. El tema musical de CSI es "Who Are You", escrita por Pete Townshend, integrante de The Who, del disco de 1978 que lleva su mismo nombre. Los spin-offs de la serie, también usan canciones de The Who en sus intros: "Won't Get Fooled Again" para CSI: Miami y "Baba O'Riley" para CSI: New York, ambas grabadas por The Who en 1971 para su álbum Who's Next. Esto fue parodiado en un episodio de la serie Two And A Half Men, donde parodiaron a CSI usando la canción Squeeze Box. El vocalista de The Who, Roger Daltrey hizo una aparición especial en la temporada siete de la serie, en el episodio llamado "Living Legend", donde se hicieron numerosas referencias musicales al grupo, como las palabras "Who's Next" en una pizarra, en la secuencia de apertura del episodio.
A lo largo de la serie, la música juega un papel importante; artistas como The Wallflowers, John Mayer, Method Man, y Akon (con Obie Trice) han aparecido en pantalla en los episodios "The Accused is Entitled", "Built To Kill, Parte 1", y "Poppin 'Tags", respectivamente. The Wallflowers "Everybody out of the Water "se puede encontrar en el CD con la banda sonora de CSI. Mogwai se oye a menudo en escenas que muestran las pruebas forenses en curso (véase "estilo", más arriba) como también Radiohead y Cocteau Twins, pero otros artistas han prestado su música a CSI como el arco de una historia en general, como Rammstein y la historia de Lady Heather. Sigur Rós se puede escuchar tocando de fondo en la Temporada 2, en el episodio "Slaves of Las Vegas", The Turtles en "Grave Danger", Marilyn Manson en "Suckers" y Queen en "A Coup of Grace". La banda de rock industrial Nine Inch Nails también se han destacado en múltiples ocasiones durante las tres series. En la temporada 9, en el episodio "For Warrick", los hermanos Martin "Stoopit" se escuchan en el club cuando Grissom descubre el cuerpo de Warrick.

### Argumento
CSI: Crime Scene Investigation es una serie dramática sobre un apasionado equipo de investigadores forenses entrenados para resolver crímenes a la antigua usanza: examinando las pruebas. Los criminalistas recorren la escena del crimen, recogen pruebas irrefutables y buscan las piezas perdidas que resolverán el misterio. La serie mezcla argumentos de novela y cine negro con la investigación científica necesaria para encontrar pruebas que iluminen crímenes oscuros, además de sumar historias de interés ético entre los investigadores y en las historias de las víctimas, con frecuencia morbosas o extravagantes. 
La serie encuentra su atractivo en la alternancia entre ciencia pura e historia dramática, pero se aprovecha también de unas excelentes interpretaciones, unos guiones de gran calidad y profundidad (en particular durante las ocho primeras temporadas y cuando están supervisados o escritos por Jerry Stahl), de unos efectos especiales innovadores y de una dirección poco rutinaria. La historia de los personajes va desarrollándose lentamente a lo largo de los episodios, contradiciendo la narración fulminante y centrada en la acción de la tradición cinematográfica estadounidense. La vida privada del grupo de policías, científicos y civiles implicados se ve salpicada con ocasionales toques costumbristas y humorísticos y por la presencia de algún asesino en serie muy peculiar (Millander o la Miniaturista, por ejemplo). El actual equipo CSI lo forman D.B. Russell, llegado del CSI de Washington, que sustituye a Catherine Willows como supervisor del turno de noche, su ayudante Julie Finlay, el equipo de CSIs Nick Stokes, Sara Sidle y Greg Sanders, el Dr. Al Robbins, experto en medicina forense, David Hodges, especialista en rastros, David Phillips y el Capitán de Homicidios, Jim Brass.

## Personajes
CSI originalmente protagonizada por Gil Grissom (William Petersen) junto a un conjunto que incluye a Catherine Willows (Marg Helgenberger), Nick Stokes (George Eads), Warrick Brown (Gary Dourdan) y Jim Brass (Paul Guilfoyle). Sara Sidle (Jorja Fox) se unió al reparto principal en el segundo episodio de la primera temporada, mientras que Greg Sanders (Eric Szmanda) y Al Robbins (Robert David Hall) fueron recurrentes a lo largo de las primeras dos temporadas de la serie antes de ser promovidos al reparto principal en la tercera. Sofía Curtis (Louise Lombard), quien hizo su primera aparición en la quinta temporada, se unió al reparto principal en la séptima temporada de la serie. Los cambios más importantes en el reparto principal ocurren en las temporadas 8 y 9. Lombard se retiró del reparto en el primer episodio de la octava temporada, mientras que Fox partió en el séptimo episodio de la misma temporada. David Hodges (Wallace Langham) se unió al reparto principal en sustitución de Lombard, habiendo sido recurrente desde la tercera temporada de la serie. Fox volvió para apariciones especiales durante la novena temporada, específicamente en las salidas de ambos: Gary Dourdan y William Petersen, quienes fueron reemplazados por Riley Adams (Lauren Lee Smith) y Ray Langston (Laurence Fishburne), respectivamente. Smith abandona del elenco al final de su primer año en la serie, y fue reemplazada por el regreso de Jorja Fox, quien regresó a un rol recurrente en la décima temporada. Wendy Simms (Liz Vassey) y David Philips (David Berman), quienes habían sido recurrentes en las temporadas anteriores, también se unieron al reparto principal al inicio de la temporada 10. Al igual que Smith, Vassey se retiró del elenco después de una sola temporada, y fue reemplazada por Fox, quien se reincorporó al reparto principal. William Petersen también apareció en clips de voz esporádicamente a lo largo de las siguientes tres temporadas. Fishburne se retiró del elenco principal al final de la temporada 11 y fue reemplazado por D.B. Russell (Ted Danson). Danson hizo su debut junto con Morgan Brody (Elisabeth Harnois) en el inicio de la temporada 12. Harnois había aparecido previamente en un capítulo en la temporada 11. La protagonista principal Marg Helgenberger dejó el elenco principal en el episodio 12 de la temporada 12 y fue reemplazada por Julie Finlay (Elisabeth Shue). En la temporada 13, Henry Andrews (Jon Wellner) se une al reparto principal después de 8 años de estar en el elenco recurrente. Helgenberger regresó para el episodio 300 de la serie en la temporada 14, en la cual Paul Guilfoyle sale del elenco en ese mismo año, seguidos por Elisabeth Shue y George Eads quienes salieron al final de la temporada 15. El final de la serie vio los regresos de Helgenberger, Petersen, y Guilfoyle. Esos episodios marcaron sus apariencias finales, junto con las apariencias finales de Fox, Szmanda, Hall, Langham, Berman, Harnois, y Wellner. En estos episodios se revela el futuro de Julie Finlay quien muere después de los acontecimientos del final de la temporada 15, convirtiéndose en el segundo miembro del reparto principal en morir, después de Warrick Brown. Ted Danson continuará en la franquicia con su papel de Russell en el spin off  CSI: Cyber. 

### Reparto
| Personaje (actor/actriz)              | Primer episodio (en créditos) | Episodio final (en créditos)  | Temporadas | Temporadas | Temporadas | Temporadas | Temporadas | Temporadas | Temporadas | Temporadas | Temporadas | Temporadas | Temporadas | Temporadas | Temporadas | Temporadas | Temporadas | Temporadas |
| Personaje (actor/actriz)              | Primer episodio (en créditos) | Episodio final (en créditos)  | 1          | 2          | 3          | 4          | 5          | 6          | 7          | 8          | 9          | 10         | 11         | 12         | 13         | 14         | 15         | Película   |
| ------------------------------------- | ----------------------------- | ----------------------------- | ---------- | ---------- | ---------- | ---------- | ---------- | ---------- | ---------- | ---------- | ---------- | ---------- | ---------- | ---------- | ---------- | ---------- | ---------- | ---------- |
| Sara Sidle (Jorja Fox)                | 1.02 "Cool Change"            | The Movie "Immortality"       | Principal  | Principal  | Principal  | Principal  | Principal  | Principal  | Principal  | Principal  | Recurrente | Recurrente | Principal  | Principal  | Principal  | Principal  | Principal  | Principal  |
| Nick Stokes (George Eads)             | 01.01 "Pilot"                 | 15.18 "The End Game"          | Principal  | Principal  | Principal  | Principal  | Principal  | Principal  | Principal  | Principal  | Principal  | Principal  | Principal  | Principal  | Principal  | Principal  | Principal  |            |
| Jim Brass (Paul Guilfoyle)            | 01.01 "The Movie"             | 15.18 "Immortality"           | Principal  | Principal  | Principal  | Principal  | Principal  | Principal  | Principal  | Principal  | Principal  | Principal  | Principal  | Principal  | Principal  | Principal  |            | Recurrente |
| Catherine Willows (Marg Helgenberger) | 01.01 "Pilot"                 | 15.18 "Immortality"           | Principal  | Principal  | Principal  | Principal  | Principal  | Principal  | Principal  | Principal  | Principal  | Principal  | Principal  | Principal  |            | Recurrente |            | Principal  |
| Gil Grissom (William Petersen)        | 01.01 "Pilot"                 | 15.18 "Immortality"           | Principal  | Principal  | Principal  | Principal  | Principal  | Principal  | Principal  | Principal  | Principal  |            | Recurrente |            | Recurrente |            |            | Principal  |
| Warrick Brown (Gary Dourdan)          | 01.01 "Pilot"                 | 09.01 "For Warrick"           | Principal  | Principal  | Principal  | Principal  | Principal  | Principal  | Principal  | Principal  | Principal  |            |            |            |            |            |            |            |
| Greg Sanders (Eric Szmanda)           | 01.01 "Pilot"                 | TV movie "Immortality"        | Recurrente | Recurrente | Principal  | Principal  | Principal  | Principal  | Principal  | Principal  | Principal  | Principal  | Principal  | Principal  | Principal  | Principal  | Principal  | Principal  |
| Al Robbins (Robert David Hall)        | 01.06 "Who Are You?"          | TV movie "Immortality"        | Recurrente | Recurrente | Principal  | Principal  | Principal  | Principal  | Principal  | Principal  | Principal  | Principal  | Principal  | Principal  | Principal  | Principal  | Principal  | Principal  |
| Sofia Curtis (Louise Lombard)         | 05.07 "Formalities"           | 11.20 "Father of the Bride"   |            |            |            |            | Recurrente | Recurrente | Principal  | Recurrente |            |            | Recurrente |            |            |            |            |            |
| David Hodges (Wallace Langham)        | 03.11 "Recipe for Murder"     | TV movie "Immortality"        |            |            | Recurrente | Recurrente | Recurrente | Recurrente | Recurrente | Principal  | Principal  | Principal  | Principal  | Principal  | Principal  | Principal  | Principal  | Principal  |
| Raymond Langston (Laurence Fishburne) | 09.09 "19 Down"               | 11.22 "In a Dark, Dark House" |            |            |            |            |            |            |            |            | Principal  | Principal  | Principal  |            |            |            |            |            |
| Riley Adams (Lauren Lee Smith)        | 09.03 "Art Imitates Life"     | 09.24 "All In"                |            |            |            |            |            |            |            |            | Principal  |            |            |            |            |            |            |            |
| David Phillips (David Berman)         | 01.05 "Friends and Lovers"    | TV movie "Immortality"        | Recurrente | Recurrente | Recurrente | Recurrente | Recurrente | Recurrente | Recurrente | Recurrente | Recurrente | Principal  | Principal  | Principal  | Principal  | Principal  | Principal  | Principal  |
| Wendy Simms (Liz Vassey)              | 06.06 "Secrets and Flies"     | 11.02 "Pool Shark"            |            |            |            |            |            | Recurrente | Recurrente | Recurrente | Recurrente | Principal  | Recurrente |            |            |            |            |            |
| Morgan Brody (Elisabeth Harnois)      | 11.21 "Cello and Goodbye"     | TV movie "Immortality"        |            |            |            |            |            |            |            |            |            |            | Recurrente | Principal  | Principal  | Principal  | Principal  | Principal  |
| D.B. Russell (Ted Danson)             | 12.01 "73 Seconds"            | TV movie "Immortality"        |            |            |            |            |            |            |            |            |            |            |            | Principal  | Principal  | Principal  | Principal  | Principal  |
| Julie Finlay (Elisabeth Shue)         | 12.14 "Seeing Red"            | 15.18 "The End Game"          |            |            |            |            |            |            |            |            |            |            |            | Principal  | Principal  | Principal  | Principal  |            |
| Henry Andrews (Jon Wellner)           | 05.23 "Iced"                  | TV movie "Immortality"        |            |            |            |            | Recurrente | Recurrente | Recurrente | Recurrente | Recurrente | Recurrente | Recurrente | Recurrente | Principal  | Principal  | Principal  | Principal  |

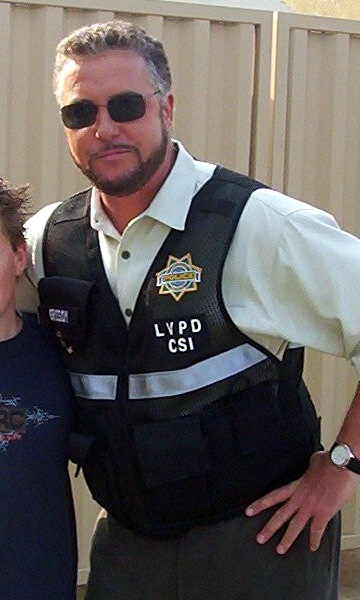
William Petersen encarna a Gil Grissom.

- CSI Las Vegas nivel 3, exsupervisor del turno de noche: Gilbert Arthur Grissom (William L. Petersen). Fue el jefe del turno de noche y protagonista de la serie durante largo tiempo en CSI de Las Vegas. Muy reservado, desconfiado, muy culto y leído. Suple una deficiencia auditiva genética leyendo los labios. Su trabajo es para él ante todo un problema científico y nunca se toma vacaciones. Grissom jamás estaría de acuerdo en involucrar los sentimientos con algún caso y cada vez que algún CSI pretende involucrarse de más, prefiere sacarlo de la investigación para no comprometerlo. No le gusta la burocracia, no posee habilidades sociales y le desagrada tener que ser político, por lo que se escabulle como puede de los actos públicos y no intriga ni se relaciona para obtener puestos superiores, porque él ya está donde desea estar. Durante la séptima temporada mantiene una relación oculta con su subalterna CSI Sara Sidle, relación que Grissom finalmente debe confesar a su equipo.[9] Deja la unidad de Las Vegas para darle una oportunidad a su abandonada vida privada, mostrando notorios signos de cansancio. En la décima temporada se devela que contrajo matrimonio con Sara. El episodio "One to Go" (capítulo en donde Grissom abandona la unidad), fue visto por más de 23 millones de personas en Estados Unidos, casi doblando al segundo en competencia en el mismo horario.[10]

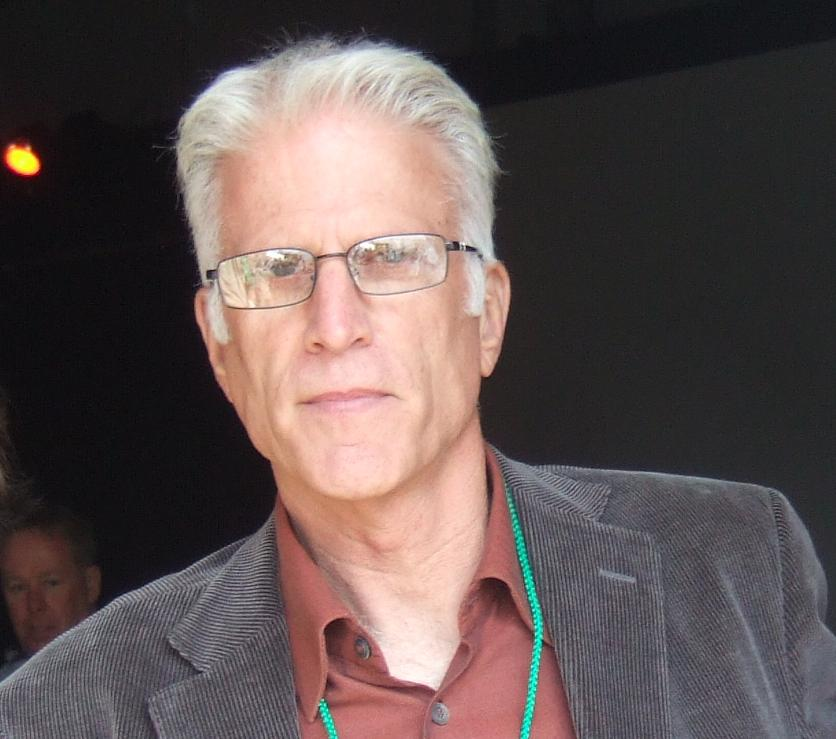
Ted Danson interpreta a D.B. Russell

- CSI Las Vegas nivel 3, supervisor del turno de noche: Catherine Willows (Marg Helgenberger). Mujer con mucho carácter, profesionalidad y mundo. Se costeó sus estudios trabajando como bailarina de estriptis, es por eso que conoce mucho de clubes nocturnos. Está divorciada con una hija preadolescente, Lindsey (Kay Panabaker), que al crecer empieza a darle continuos problemas. No ha establecido relaciones duraderas desde la muerte de su exmarido,[11] pero a lo largo de la serie tuvo pequeños coqueteos con Warrick Brown, que terminaron cuando este contrajo matrimonio.[12] Mano derecha de Grissom, amiga y confidente. Toma el cargo de Asistente tras la salida de Gil del departamento. En el capítulo 12 de la temporada 12 abandona el equipo de las vegas para trasladarse al FBI.

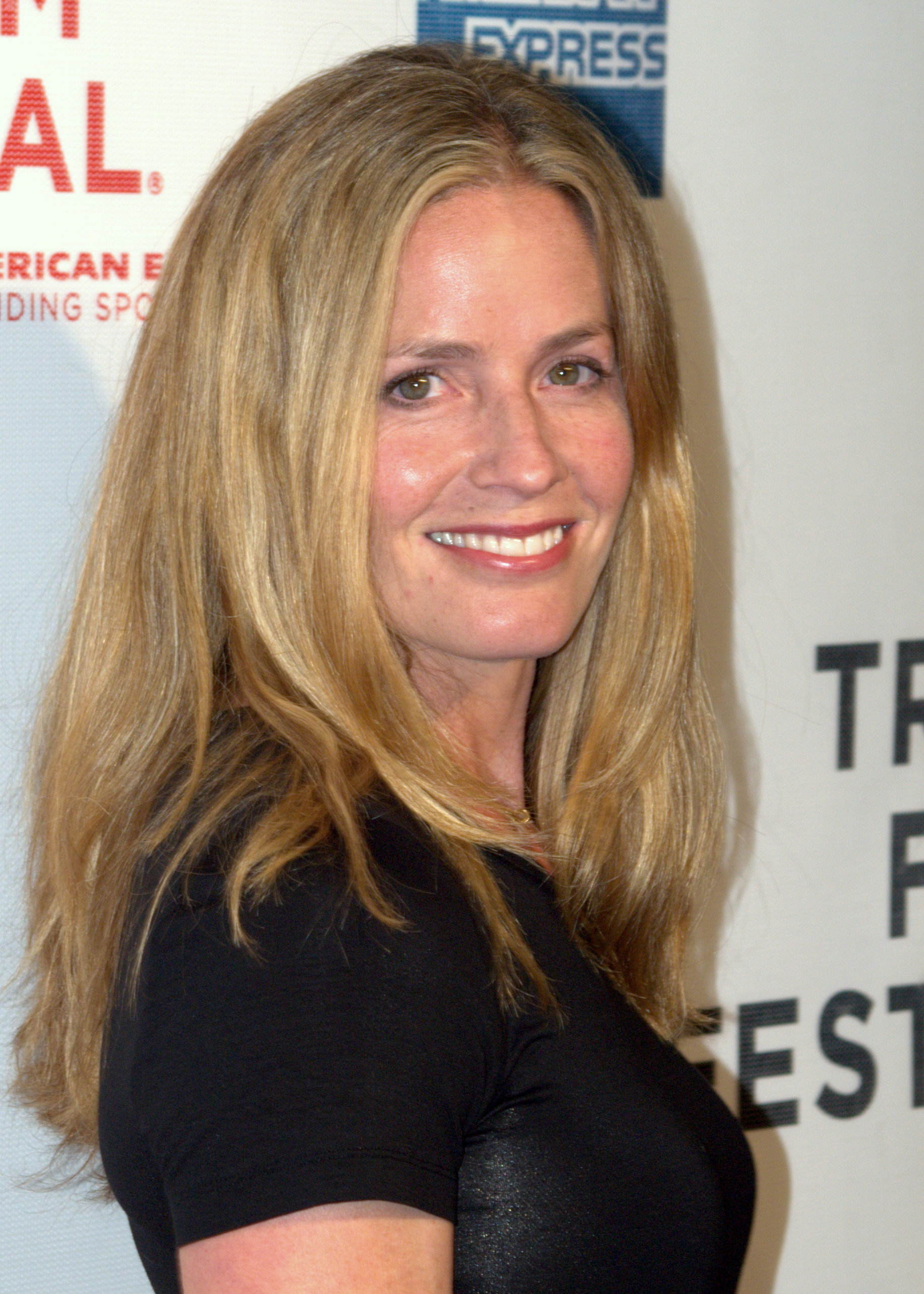
Elisabeth Shue Interpreta a Julie Finlay

- CSI Las Vegas nivel 3, asistente de supervisor del turno de noche: Nick Stokes (George Eads). Exjugador de béisbol, algo ingenuo, buena persona que carece de ambición y excelente amigo. Tiene una muy buena relación con todos en el laboratorio, pero cuando algo le molesta no duda en dar su opinión fuertemente. Fue abusado sexualmente cuando niño, por lo cual, cuando se ve envuelto en estos tipos de delitos, siente una empatía aún mayor y rabia por lo cometido, no midiendo las consecuencias de sus actos al momento de enfrentarse con el culpable. Es promovido a asistente de supervisor por Catherine, en el episodio "Family Affair".

- CSI Las Vegas nivel 3: Sara Sidle (Jorja Fox). Es una apasionada adicta al trabajo del CSI; llegó al equipo como ayuda procedente del laboratorio CSI de San Francisco, para investigar la responsabilidad de Warrick Brown en la muerte de Holly Gribbs,[13] donde finalmente sustituye a la fallecida en el equipo de CSI. Sara es hija de un maltratador y vio cómo su madre mató a su padre, por lo que la afectan en especial los casos donde se trata este tipo de crimen. Es vegetariana y está enamorada de Grissom, de quien llega a ser pareja secreta en la séptima temporada. Deja el laboratorio de Las Vegas[14] para mudarse a otra ciudad y así abandonar los fantasmas que la ligaban a su pasado. En la décima temporada regresa para ayudar al departamento que aqueja la falta de personal. Es en esta temporada, en el episodio "Family Affair", que se revela que Grissom y Sara se han casado. En el estreno de la undécima temporada, vuelve al reparto principal de la serie.

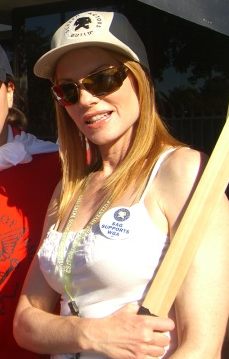
Marg Helgenberger es Catherine Willows.

- CSI Las Vegas nivel 3: Warrick Brown (Gary Dourdan). Exludópata. En las primeras temporadas el amor por sus raíces, su barrio y su gente se interponen en su objetividad a la hora de resolver los casos. De personalidad fuerte, pero muy fiel a sus amigos. Fue manipulado por un juez corrupto (incluso fue arrestado); y casi fue despedido de su trabajo por no cumplir con el deber de cuidar a la novata Holly Gribbs en una escena del crimen.[13] Es asesinado por Jeffrey McKeen (ayudante del sheriff),[15] quien anteriormente le había tendido una trampa haciéndolo culpable del asesinato de Lou Gedda, pero luego, el resto del equipo de CSI descubre que Warrick es totalmente inocente.

- Detective de Homicidios: Capitán Jim Brass (Paul Guilfoyle). Brass fue el jefe del equipo CSI hasta que es asignado nuevamente a Homicidios, dándole el cargo a Grissom.[13] Es delegado del sindicato de policías de Las Vegas. A pesar de llevar una buena relación con los demás CSI, toma partido por sus compañeros policías cada vez que alguno de ellos puede resultar involucrado en algún hecho sospechoso de un crimen. Como capitán de homicidios colabora cercanamente con los CSI y su sarcástico sentido del humor ocasiona muchos momentos graciosos. Tiene una hija llamada Ellie, la que ocasionalmente le provoca problemas.

- CSI Las Vegas nivel 3: Greg Hojem Sanders (Eric Szmanda). Es un joven de ascendencia noruega, desordenado y excéntrico, pero bastante meticuloso y riguroso en su trabajo. Al principio mete continuamente la pata con sus actitudes inmaduras y adolescentes, pero va evolucionando hasta que asienta definitivamente cabeza. Tiene a Grissom como un ídolo. Deprimido tras la explosión de su laboratorio[16] y deseoso de poder trabajar activamente en los casos, Grissom le dio varias oportunidades hasta que lo incorporó definitivamente a su equipo, en el primer capítulo de la temporada 12 se enamora de la nueva CSI Morgan Brody y ella en el transcurso de la temporada 12 se va enamorando también de él hasta que finalmente se enamora totalmente de él en el capítulo "It was a very good year" de la temporada 13.

- CSI Las Vegas Jefe forense: Dr. Albert Robbins (Robert David Hall). Es el médico forense en jefe, realiza habitualmente las autopsia de las víctimas junto su ayudante David Phillips con un rigor científico extremo. Perdió ambas piernas en un accidente de tráfico, por lo que debe llevar 2 prótesis que le permitan caminar. Le gusta la buena vida, en aparente contraste con su desagradable oficio. Es un buen amigo de Grissom y de Ray, amistad que se desarrolló gracias a que ambos son doctores. Está casado y tiene tres hijos.

- Asistente médico forense: David Phillips (David Berman). Es el ayudante del Dr. Robbins. Apodado "Super-Dave" debido a que le salvó la vida a una víctima durante una necropsia. En los principios de la serie, los personajes principales se burlan de él por su supuesta falta de experiencia social. A principios de la séptima temporada, se revela que contrajo matrimonio, situación que le ha hecho cambiar de alguna forma su aspecto. En la novena temporada, David realiza su primera autopsia individual, lo que indica su progreso en la jerarquía del laboratorio. El actor David Berman, se añade a los personajes principales en el estreno de la décima temporada.

- Técnico de Rastros: David Hodges (Wallace Langham). Se considera el mejor técnico del laboratorio y quiere ser como Grissom, al cual, con actitudes altaneras trata continuamente de impresionar, lo que genera un leve rechazo a su persona por el resto. Sin embargo gracias a sus excelentes capacidades ha ayudado en reiteradas ocasiones al equipo. Es poseedor de una habilidad olfativa envidiable.[17] Tiene cierta atracción por Wendy, con la que generalmente ayuda al resto del equipo cuando falta personal.

- Detective de Homicidios: Sofía Curtis (Louise Lombard). CSI incorporada al laboratorio desde la quinta temporada por el Asistente del director del laboratorio, Conrad Ecklie, aunque en la sexta temporada hace carrera como detective junto con Brass. Suele decir en voz alta lo que piensa cuando investiga una escena del crimen. Ella y Grissom se llevan muy bien, trabajaron juntos en varios casos (a veces pareciera que entre ellos hay algo, como sospechaba Sara Sidle antes de abandonar el equipo). Su última aparición fue en la octava temporada en el episodio "Dead Doll (2)".

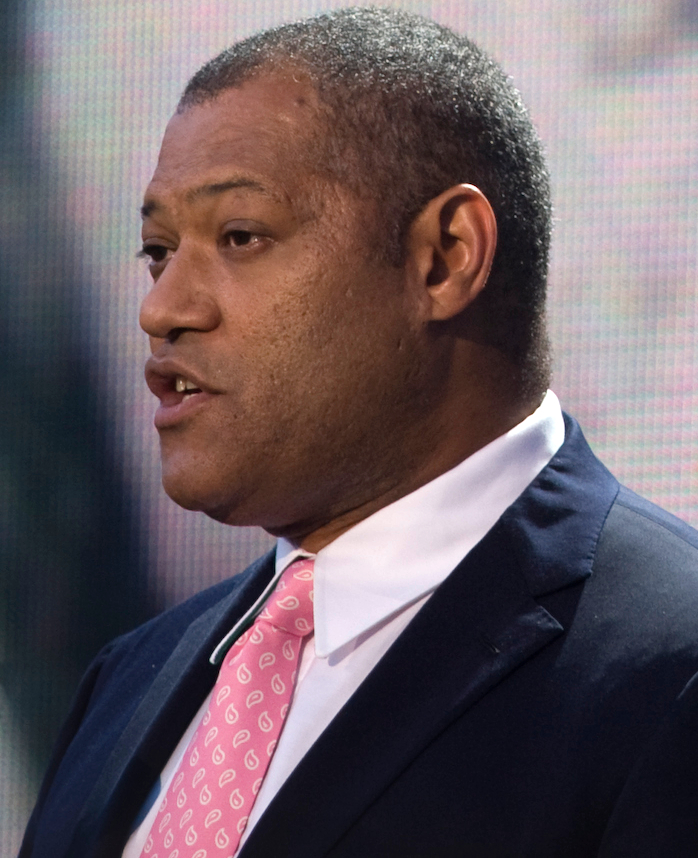
Laurence Fishburne interpreta al Dr. Raymond Langston

- CSI Las Vegas nivel 2: Dr. Raymond Langston (Laurence Fishburne). Doctor en medicina especialista en patologías forenses.[18] Se unió a la unidad de Las Vegas después de la salida de Grissom.[19][20] Su primera aparición fue en el episodio "19 Down" de la novena temporada, donde dio una charla a algunos estudiantes sobre los asesinos en serie. "Ray" trabaja en un hospital, donde un compañero de trabajo asesinó a 27 pacientes, todas las pruebas se presentaron ante él, pero nunca las pudo juntar. Entró en contacto con el equipo CSI en el curso de una investigación de asesinato y se una al Laboratorio Criminalista de Las Vegas como CSI Nivel 1. Escribió un libro llamado "In front of my eyes".

- Técnica de ADN: Wendy Simms (Liz Vassey) Trabajó en San Francisco, California, durante un tiempo antes de trasladarse a Las Vegas para tomar la posición de Técnica de ADN. En el episodio "Lab Rats" ayuda a Hodges a investigar el caso de la "asesina de las miniaturas". Los dos personajes tienen una rivalidad permanente que oculta una fuerte atracción mutua. Hodges se queja de que Simms intenta adueñarse de todo y cree que es "demasiado fría" para el laboratorio. Wendy tuvo un papel en una película de horror independiente, actuando como una chica que la cortan por la mitad por un tipo con una motosierra. La actriz Liz Vassey se integra al reparto principal en el estreno de la décima temporada. En la undécima temporada, Vassey dejaría el reparto principal y la serie, haciendo apariciones esporádicas como estrella invitada, para finalizar la historia de su personaje.[21]

- CSI Las Vegas nivel 2: Riley Adams (Lauren Lee Smith). Antigua policía de St. Louis que luego se hizo investigadora. Entra como CSI en la unidad de Las Vegas debido a la escasez de personal que aqueja al departamento,[22] que todavía siente la pérdida de Warrick Brown. Según un comunicado de prensa por la CBS, Riley fue una mujer inconformista que se unió a las fuerzas de la ley para rebelarse contra sus padres psiquiatras.[23] Abandona el departamento de forma imprevista (décima temporada), dejando en su informe de retiro numerosas quejas sobre su supervisora (Catherine).

- CSI Las Vegas nivel 3, supervisor del turno de noche: D.B. Russell (Ted Danson): reemplazó a Catherine Willows como supervisor del turno de noche. Russell trabajó anteriormente como un CSI en el estado de Washington. Está casado y tiene un hijo llamado Charlie Russell (Brandon Jones). También tiene una hija, y de una nieta de ésta. En 2015, fue contratado por Avery Ryan, de la División de Crimen del FBI cibernético como el director de la próxima generación de los forenses cibernéticos, dejando el laboratorio criminalístico de Las Vegas, en las manos de Sara Sidle que se lo dejó a Catherine Willows después de decidir dejarlo, al escuchar lo que Gil Grissom sentía por ella ("Inmortality"). En algún momento también se divorció de Barbara Russell.

Él se retiró del departamento en 2016 después de ser disparado en el cumplimiento del deber.
- CSI Las Vegas nivel 3, asistente de supervisor de turno de noche: Julie Finlay (Elizabeth Shue): Reemplazó a Catherine Willows después que ella se uniera al FBI. Era compañera de Russell en Washington. Hizo su última aparición en el final de la temporada 15, "El Fin del juego", antes de que apareciera posteriormente en imágenes de archivo en CSI: Ciber 's 'Hack ER'

## Doblaje
La siguiente tabla muestra los actores y actrices que son utilizados en el doblaje de la serie al español. El estudio de doblaje 103 Todd-Ao de Barcelona, fue utilizado para la versión española, y cuenta con numerosas otras producciones, como CSI: Miami, The Mentalist y Scrubs. En Hispanoamérica, Audiomaster 3000 S.A. fue la encargada del trabajo de doblaje, empresa que también tuvo entre sus producciones a la famosa serie estadounidense Los Simpson.
| Personaje            | Actor/actriz       | Doblaje en Hispanoamérica | Doblaje en España                     |
| -------------------- | ------------------ | --- | ------------------------------------- |
| Dr. Raymond Langston | Laurence Fishburne | Jorge Roldán | Juan Carlos Gustems                   |
| Catherine Willows    | Marg Helgenberger  | Laura Torres | Concha Valero María Luisa Solá        |
| Nick Stokes          | George Eads        | Salvador Delgado | José Posada                           |
| Greg Sanders         | Eric Szmanda       | José Antonio Macías (1.ª voz) Gerardo García (2.ª Voz) Carlos Enrique Bonilla (3.ª voz) Cristian Strempler (4.ª Voz)               | José Luis Mediavilla                  |
| Dr. Albert Robbins   | Robert David Hall  | Braulio Zertuche (1.ª voz) Jorge Roig (2.ª voz) César Arias (3.ª voz)                                                              | Alfonso García Zambrano               |
| David Hodges         | Wallace Langham    | Herman López (1.ª voz) José Luis Reza Arenas (2.ª voz) Gabriel Gama (3.ª voz) Sebastián Rosas (4.ª voz) Roberto Mendiola (5.ª voz) | Pep Ribas                             |
| Wendy Simms          | Liz Vassey         | | Gloria González                       |
| David Phillips       | David Berman       | Noe Velázquez (1.ª voz) Carlos Hernández (2.ª Voz)                                                                                 | Lucas Cisneros Juan Miguel Valdivieso |
| Capitán Jim Brass    | Paul Guilfoyle     | José Luis Orozco (1.ª voz) Jorge Roig (2.ª Voz)                                                                                    | Eduardo Muntada Claudi García         |
| Riley Adams          | Lauren Lee Smith   | Marisol Romero |                                       |
| Gil Grissom          | William Petersen   | Humberto Solórzano | Manolo García                         |
| Warrick Brown        | Gary Dourdan       | Gerardo Reyero | Eduard Farelo                         |
| Sara Sidle           | Jorja Fox          | Liliana Barba (1.ª voz) Rebeca Gómez (2.ª voz)                                                                                     | Ana Pallejà                           |
| Sofia Curtis         | Louise Lombard     | Rommy Mendoza (1.ª voz) Erica Edwards (2.ª Voz)                                                                                    | Mar Roca                              |
| D.B. Russell         | Ted Danson         | Juan Alfonso Carralero |                                       |

## Episodios
| Temporada | Temporada | Episodios | Episodios | Emisión original         | Emisión original         |
| Temporada | Temporada | Episodios | Episodios | Primera emisión          | Última emisión           |
| --------- | --------- | --------- | --------- | ------------------------ | ------------------------ |
|           | 1         | 23        | 23        | 6 de octubre de 2000     | 17 de mayo de 2001       |
|           | 2         | 23        | 23        | 27 de septiembre de 2001 | 16 de mayo de 2002       |
|           | 3         | 23        | 23        | 26 de septiembre de 2002 | 15 de mayo de 2003       |
|           | 4         | 23        | 23        | 25 de septiembre de 2003 | 20 de mayo de 2004       |
|           | 5         | 25        | 25        | 23 de septiembre de 2004 | 19 de mayo de 2005       |
|           | 6         | 24        | 24        | 22 de septiembre de 2005 | 18 de mayo de 2006       |
|           | 7         | 24        | 24        | 21 de septiembre de 2006 | 17 de mayo de 2007       |
|           | 8         | 17        | 17        | 27 de septiembre de 2007 | 15 de mayo de 2008       |
|           | 9         | 24        | 24        | 9 de octubre de 2008     | 14 de mayo de 2009       |
|           | 10        | 23        | 23        | 24 de septiembre de 2009 | 20 de mayo de 2010       |
|           | 11        | 22        | 22        | 23 de septiembre de 2010 | 12 de mayo de 2011       |
|           | 12        | 22        | 22        | 21 de septiembre de 2011 | 9 de mayo de 2012        |
|           | 13        | 22        | 22        | 26 de septiembre de 2012 | 15 de mayo de 2013       |
|           | 14        | 22        | 22        | 25 de septiembre de 2013 | 7 de mayo de 2014        |
|           | 15        | 18        | 18        | 28 de septiembre de 2014 | 15 de febrero de 2015    |
|           | 16        | 2         | 2         | 27 de septiembre de 2015 | 27 de septiembre de 2015 |

### Crossover
- "Cross Jurisdictions" es un episodio de la segunda temporada de CSI: Crime Scene Investigation, que se enlazó con la historia del episodio piloto de CSI: Miami, como también parte de su elenco.

- Un crossover de 2 partes se realizó con la serie Without a Trace el 8 de noviembre del 2007. La primera parte fue de CSI con el episodio "Who and What" (8x06), historia que continuaría con "Where and Why" (6x06) de Without a Trace.

- El 8 de mayo del 2008 salió al aire el episodio "Two And a Half Deaths", escrito por Chuck Lorre y Lee Aronsohn, los escritores de la serie de comedia Two and a Half Men. El episodio, se enfoca en la muerte de una estrella de la comedia de un show basado en Roseanne (que el mismo Lorre escribió algunos episodios). Guionistas de CSI por su parte, escribieron un episodio de Two and a Half Men, llamado "Fish in a Drawer", donde la casa de Charlie es investigada a raíz de la muerte de su padrastro. George Eads (Nick Stokes) fue el único actor en aparecer ambos episodios, pero con personajes diferentes. Las estrellas del show Two and a Half Men aparecieron brevemente en el episodio de CSI, vestidos de esmoquin y fumando puros fuera de un remolque en las mismas ropas que en "Fish In A Drawer", por lo que los fanes suponen que podrían estar en un descanso del capítulo en ese momento.

- Durante la décima temporada de la serie, CSI cruzó una historia con CSI: Miami (por segunda vez) y con CSI: New York (por primera vez) en una historia de 3 partes. La trilogía comienza con Laurence Fishburne (Dr. Raymond Langston) en CSI: Miami, en el episodio "Bone Voyage" (8x07), continúa en el episodio de CSI: New York "Hammer Down" (6x07) y finaliza con "The Lost Girls" (10x07), episodio de CSI: Crime Scene Investigation. Los episodios salieron al aire el 9, 11 y 12 de noviembre del 2009 respectivamente.

- En mayo de 2013, CSI cruzó una historia con CSI:NY (por segunda vez), comenzando con el episodio "In vino veritas" (13x13) y terminando en el episodio de CSI:New York "Seth and Apep" (9x15). Los episodios salieron los días 6 y 8 de febrero de 2013, respectivamente.

- "Kitty", episodio de la decimocuarta temporada de CSI: Crime Scene Investigation (14x21), centrado en un cibercrimen, episodio piloto de la serie CSI: Cyber, salido al aire el 30 de abril de 2014, con la actriz invitada Patricia Arquette.

## Recepción
Para la temporada 2001, la CBS decidió mover el horario de CSI a la noche del jueves, compitiendo con la exitosa franquicia Survivor, logrando terminar con el gran dominio de esta y de la cadena NBC. A pesar de competir con series como Friends y Will and Grace, y del famoso eslogan Must See TV de la cadena, los números que cada semana lograba CSI no mentían. La CBS se convirtió en el canal más visto de la televisión, para los años 2002-2003, y CSI, en el programa más visto por 5 temporadas consecutivas, desde la temporada 2002-2003 hasta la temporada 2006-2007
El final de la temporada 2004-2005, fue dirigido por Quentin Tarantino y se tituló Grave Danger, fue visto el 19 de mayo del 2005 por más de 35 millones de televidentes, doblando al más cercano en competencia.
La recepción del show ha sido buena, con índices de audiencia que lo hacen el número uno de la cadena CBS en varias ocasiones en su historia, a pesar de ser el blanco de críticas por su representación inexacta de como se realizan las investigaciones policiales y las frecuentes imágenes de violencia en los crímenes. CSI ha sido nominado numerosas veces para premios en la industria, ganando un total de 9 en su historia. El programa ha dado pie a varios proyectos gráficos, como una exhibición en el Museum of Science and Industry en Chicago, una serie de libros, videojuegos y 2 programas de televisión adicionales. La regularidad de la serie la ha llevado a alcanzar grandes números, como el episodio #100 llamado "Ch-ch-changes", el número #150 "Living Legend", protagonizada por Roger Daltrey de The Who, y el #200 llamado "Máscara", transmitido el 2 de abril del 2009.

### Reacción del público
La popularidad de CSI ha llevado la creación, por parte de los seguidores de la serie, de sitios web, foros de discusión en línea y una gran cantidad de fanart.
El 27 de septiembre del 2007, después de que la octava temporada de CSI se estrenará, un modelo en miniatura de la oficina de Gil Grissom (que fue visto durante la séptima temporada de la serie) fue puesto en modo subasta en eBay. La puja finalizó el 7 de octubre, con un precio de venta que ascendía a los 15.600 dólares; la CBS donó los ingresos a la Asociación Nacional CASA.
Una campaña popular comenzó en agosto del 2007, acerca de los rumores que decían que Jorja Fox dejaría el show, organizado por el foro en línea Your Tax Dollars At Work. Más de 19.000 miembros donaron a la causa, recolectando alrededor de 8000 dólares para regalos dirigidos a ejecutivos de la CBS, productores y escritores de CSI. Algunos de los regalos incluyeron un pastel de bodas para Carol Mendelsohn, 192 chocolates con cubiertas de insectos (con clara referencia a Grissom) con el mensaje "CSI Without Sara Bugs Us" a Naren Shankar y un avión rondando frecuentemente los Estudios Universal de Los Ángeles con el mensaje "Follow the evidence keep Jorja Fox on CSI" ("Sigue la evidencia, mantener a Jorja Fox en CSI"). Otras protestas incluían el envío de correo por parte de los fanáticos a los productores de la serie, adjuntando un dólar, a fin de ahorrar para renovarle el contrato a Jorja. El 16 de octubre de 2007, de acuerdo a la cifra del sitio, más de 20.000 cartas y volantes habían sido enviados junto con el dinero a los Estudios Universal y a la sede de la CBS en Nueva York, desde alrededor de cuarenta y nueve países diferentes desde que se inició la campaña el 29 de septiembre de 2007. Fox y Mendelsohn decidieron donar el dinero a CASA, una asociación nacional que apoya y promueve la defensa de niños maltratados o descuidados.

### Crítica por contenido violento y sexual
CSI ha sido criticado a menudo por el nivel de las imágenes violentas y de contenido sexual que exhibe. La serie y sus spin-off han sido acusados de traspasar los límites que se consideran aceptables para el horario estelar de las cadenas de televisión. La serie tocó numerosos temas controvertidos, como el fetiche y el placer sexual (especialmente el del personaje Lady Heather, una dominatrix profesional). CSI ha sido calificado como una de las peores series estelares para verla en familia, por el Parents Television Council (PTC, Consejo de Padres para la Televisión) desde su segunda temporada, siendo situado como la peor serie para la familia en horario estelar, después de la temporada 2002-2003 y 2005-2006. EL PTC también ha nominado algunos episodios de la serie para su ranking Worst TV Show of the Week (Lo peor de la televisión en la semana). Además, el episodio "King Baby", emitido en febrero de 2005 fue catalogado como el episodio de televisión más ofensivo de la semana, incluso el PTC, con más de 13 000 miembros llegó a presentar quejas a la Federal Communications Commission por aquel episodio. El PTC ha pedido también a la empresa Clorox retirar sus anuncios de CSI y CSI: Miami por el contenido gráficamente violento de las series.

### Reacción de la ley

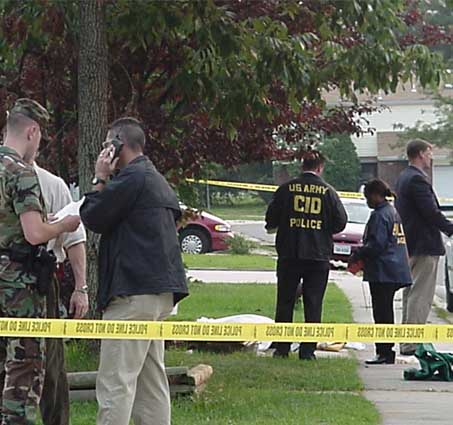
Escena del crimen

Otra crítica de la serie es la representación del procedimiento policial, que algunos consideran falto de realismo. Por ejemplo, los personajes del show no solo investigan la escena del crimen, sino que también participan en redadas y en la búsqueda y detención de sospechosos, como también en interrogarlos y en resolver los casos, labor que recae realmente en agentes uniformados y detectives y no en el personal CSI. Aunque algunos detectives también son CSI, esto es algo muy poco probable en la vida real, ya que se le considera una práctica inadecuada al comprometer la imparcialidad de las pruebas científicas en una escena. Esta misma crítica se le atribuye a la serie británica Silent Witness.
Las ciudades del norte de Las Vegas y Henderson, y otros municipios y condados circundantes, no permiten que el Departamento de Policía de Las Vegas (LVMPD) u otras empresas contratadas para trabajar con ellos entren en sus jurisdicciones, a menos que el crimen ocurra en una frontera con dichas ciudades o municipios. Además, los CSI contratados para la LVMDP no viajan a otros lugares, como el condado de Nye o Pahrump, o a cualquier otro lugar de Nevada, debido a que cada condado tiene leyes y formas diferentes de aplicar la ley.
Algunos policías y fiscales del distrito han criticado la serie por dar al público una percepción inexacta la resolución de los crímenes. Las víctimas y sus familias esperan respuestas instantáneas de sus casos, a partir de las técnicas mostradas en la serie, como el análisis del ADN y de las huellas dactilares, cuando en la realidad, esas pruebas pueden tardar días o incluso semanas. Los fiscales del distrito alegan que la tasa de condenas en casos con poca evidencia física ha disminuido, debido a la influencia de CSI en los miembros del jurado.
Sin embargo, no todos los organismos policiales han sido críticos negativos, muchos CSI han respondido positivamente a la influencia de la serie en la gente, y gozan de su nueva reputación. En el Reino Unido, los miembros del Scene Of Crime Officers (SOCO), se refieren a sí mismos como CSI. Algunos departamentos, como el de Norfolk incluso han ido tan lejos como para cambiar el nombre de su unidad, a Crime Scene Investigation. También, el reclutamiento y la formación de programas de entrenamiento han aumentado notoriamente, ocasionando un aumento masivo de solicitantes para ingresar en la carrera criminalista, lo que anteriormente se consideraba un lugar atrasado científicamente.

### LGBT
El LGBT (lesbianas, gais, bisexuales y las personas transgénero) han criticado el programa por su representación negativa de las personas que pertenecen a minorías sexuales. A pesar del descontento general global, el episodio de la quinta temporada "Ch-ch-changes" fue recibido positivamente por los transexuales en particular. Además, "Iced", episodio de la quinta temporada, ofreció uno de los pocos personajes abiertamente gay en la serie, que no tomaba el papel de víctima o delincuente, sino un vecino de la misma.

### Franquicia CSI
Al igual que la franquicia de la NBC Law & Order, la CBS pasó a producir su propia franquicia en septiembre del 2002, con el spin-off CSI: Miami, ubicada en Miami, Florida, y posteriormente (septiembre de 2004) con CSI: New York, ambientada en Nueva York. Además, una serie de libros, historietas, videojuegos y novelas de la serie, han salido a la luz pública. La serie, se encuentra en el mismo universo que la serie de drama Without a Trace, de la CBS también, con la cual se realizó un crossover en noviembre de 2007. En el mismo universo encontramos a la serie Cold Case, la cual también figuró un crossover con la serie CSI: New York.

### El efecto CSI
El "efecto CSI" (a veces denominado como el "síndrome CSI") es una referencia al fenómeno de los populares programas de televisión del género, como la misma franquicia CSI, Law & Order, Silent Witness, Crossing Jordan y Waking the Dead, los cuales provocan el aumento de las expectativas de los jurados en los juicios, debido a las avanzadas técnicas científicas que se muestran en estas series, en especial en evidencias tomadas en la escena del delito y en las pruebas de ADN. Se dice que este efecto ha cambiado la forma en que muchos juicios se desenvuelven, ya que los fiscales se ven presionados para entregar más pruebas forenses y de mayor calidad en los tribunales.

## Posiciones
Esta tabla revela la popularidad que la serie ha tenido en Estados Unidos (basado en el promedio total de espectadores por episodio).
Nota: Las cadenas de televisión de Estados Unidos generalmente comienzan las temporadas a finales de septiembre, y finalizan a finales de mayo, cuando se completa la cuota de pantalla.
| Temporada | Horario | Estreno de temporada     | Final de temporada | Temporada en TV | Posición | Espectadores (en millones) |
| --------- | --- | ------------------------ | ------------------ | --------------- | -------- | -------------------------- |
| 1         | Viernes 9:00 p. m. (6 de octubre de 2000 – 12 de enero de 2001) Jueves 9:00 p. m. (del 1 de febrero de 2001) | 6 de octubre de 2000     | 17 de mayo de 2001 | 2000–2001       | #10      | 17.80                      |
| 2         | Jueves 9:00 p. m.                                                                                            | 27 de septiembre de 2001 | 16 de mayo de 2002 | 2001–2002       | #2       | 23.69                      |
| 3         | Jueves 9:00 p. m.                                                                                            | 26 de septiembre de 2002 | 15 de mayo de 2003 | 2002–2003       | #1       | 26.20                      |
| 4         | Jueves 9:00 p. m.                                                                                            | 25 de septiembre de 2003 | 20 de mayo de 2004 | 2003–2004       | #1       | 25.27                      |
| 5         | Jueves 9:00 p. m.                                                                                            | 23 de septiembre de 2004 | 19 de mayo de 2005 | 2004–2005       | #2       | 26.26                      |
| 6         | Jueves 9:00 p. m.                                                                                            | 22 de septiembre de 2005 | 18 de mayo de 2006 | 2005–2006       | #3       | 24.86                      |
| 7         | Jueves 9:00 p. m.                                                                                            | 21 de septiembre de 2006 | 17 de mayo de 2007 | 2006–2007       | #5       | 20.00                      |
| 8         | Jueves 9:00 p. m.                                                                                            | 27 de septiembre de 2007 | 15 de mayo de 2008 | 2007–2008       | #9       | 16.62                      |
| 9         | Jueves 9:00 p. m.                                                                                            | 9 de octubre de 2008     | 14 de mayo de 2009 | 2008–2009       | #4       | 19.03                      |
| 10        | Jueves 9:00 p. m.                                                                                            | 24 de septiembre de 2009 | 20 de mayo de 2010 | 2009–2010       | #12      | 15.82                      |
| 11        | Jueves 9:00 p. m.                                                                                            | 23 de septiembre de 2010 | 12 de mayo de 2011 | 2010–2011       | #12      | 13.52                      |
| 12        | Miércoles 10:00 p. m.                                                                                        | 21 de septiembre de 2011 | 9 de mayo de 2012  | 2011–2012       | #19      | 12.65                      |
| 13        | Miércoles 10:00 p. m.                                                                                        | 26 de septiembre de 2012 | 15 de mayo de 2013 | 2012–2013       | #23      | 11.63                      |

### DVR Índices de audiencia
La serie está clasificada número tres en la reproducción del Grabador de Vídeo Digital (3.07 millones de espectadores), acorde a la información de Nielsen Media Research, del 22 de septiembre de 2002 al 23 de noviembre de 2008.

### Índices de audiencia en el Reino Unido
CSI se emite en el territorio del Reino Unido por el canal Five los martes por la noche a las 21:00, con audiencia que promedia los 3 millones de telespectadores. Las repeticiones las da el canal Five USA, con números que figuran alrededor del millón de espectadores por episodio. Los episodios también son exhibidos en el canal Living. La serie obtiene muy buenos puntos en la cadena FIVE, pero no logra superar la hegemonía de canales como BBC One y ITV1 (con alrededor de 8 a 13 millones de espectadores).

## Premios y nominaciones
| ASCAP - Top TV Series – 2006 ASC Award: - Outstanding Achievement in Cinematography in Episodic TV Series – 2006 - Outstanding Achievement in Cinematography in Episodic TV Series – 2005 Premios Emmy: - Outstanding Sound Mixing For A Comedy Or Drama Series – 2007 - Outstanding Cinematography For A Single-camera Series – 2006 - Outstanding Sound Editing For A Series – 2003 - Outstanding Makeup For A Series (Non-Prosthetic) – 2002 Premios Saturn - Best Network Television Series – 2004 Premios del Sindicato de Actores - Outstanding Ensemble in a Drama Series – 2004 | Premios Emmy: - Outstanding Music Composition For A Series (Original Dramatic Score) – 2007 - Outstanding Prosthetic Makeup For A Series, Miniseries Or Special – 2007 - Outstanding Makeup For A Series (non-prosthetic) – 2007 - Outstanding Cinematography For A Single-Camera Series – 2007 - Outstanding Single-camera Sound Mixing For A Series – 2006 - Outstanding Sound Editing For A Series – 2006 - Outstanding Directing For A Drama Series – 2005: Quentin Tarantino - Outstanding Makeup For A Series (non-prosthetic) – 2005 - Outstanding Single-camera Sound Mixing For A Series – 2005 - Outstanding Sound Editing For A Series – 2005 - Outstanding Cinematography For A Single-Camera Series – 2004 - Outstanding Drama Series – 2004 - Outstanding Makeup For A Series (Non-Prosthetic) – 2004 - Outstanding Single-Camera Sound Mixing For A Series – 2004 - Outstanding Drama Series – 2003 - Outstanding Lead Actress In A Drama Series – 2003: Marg Helgenberger - Outstanding Makeup For A Series (Non-Prosthetic) – 2003 - Outstanding Makeup For A Series (Prosthetic) – 2003 - Outstanding Single-Camera Sound Mixing For A Series – 2003 - Outstanding Cinematography For A Single-Camera Series – 2002 - Outstanding Drama Series – 2002 - Outstanding Makeup For A Series (Prosthetic) – 2002 - Outstanding Single-Camera Sound Mixing For A Series – 2002 - Outstanding Sound Editing For A Series – 2002 - Outstanding Art Direction For A Single-Camera Series – 2001 - Outstanding Lead Actress In A Drama Series – 2001: Marg Helgenberger - Outstanding Single-Camera Picture Editing For A Series – 2001 - Outstanding Sound Editing For A Series – 2001 |

La serie también ha sido nominada a varios Globos de Oro, Premios del Sindicato de Actores, Premios WGA, Premios del Sindicato de Directores de América y Premios del Sindicato de Productores de América.

## Emisión internacional
La serie es producida y transmitida en Estados Unidos por la cadena CBS. En España la serie es emitida por Telecinco, Cuatro, Energy, FDF y AXN. En Argentina se emite por el canal de aire Canal 9, TNT Series y AXN. En Uruguay por aire en el Canal 10 y por cable en el canal AXN. En Chile la serie es emitida por Canal 13, antes del cierre diario de transmisiones de lunes a domingo (entre las 1:15 a 2:20 de la madrugada) y por cable en el canal AXN. En Ecuador es transmitida por Teleamazonas. En México se emitió por Canal 5 hace años en horario nocturno (entre 22:00 y 0:00 horas) y actualmente se transmite ocasionalmente en la madrugada (entre 1:00 y 5:00 horas). En Perú se emite por Red TV. En Paraguay se emite por Paravisión. En Hispanoamérica es emitida por Sony Entertainment Television hasta la séptima temporada y desde la octava la transmite AXN al igual que sus spin-off CSI: Miami y CSI: Nueva York.
| País           | Cadena televisiva                     |
| -------------- | ------------------------------------- |
| Argentina      | Canal 9 / TNT Series / AXN            |
| Uruguay        | Canal 10 / AXN                        |
| Chile          | Canal 13 / AXN                        |
| Ecuador        | Teleamazonas                          |
| Perú           | Red TV                                |
| Ucrania        | 2+2                                   |
| Paraguay       | Paravisión                            |
| Hispanoamérica | Sony Entertainment Television / AXN   |
| España         | Telecinco Cuatro / FDF / Energy / AXN |
| Reino Unido    | Channel 5 / Sony Crime Channel        |
| Venezuela      | Televen                               |

## Otros lanzamientos
La franquicia CSI también ha lanzado una serie de juegos para móviles. En el otoño de 2007, la CBS se asoció con el desarrollador de juegos Gameloft para llevar CSI a los teléfonos móviles. El primero de la serie que se publicó fue CSI: Miami. El juego cuenta con personajes del elenco como Horatio Caine, Alexx Woods y Calleigh Duquesne, que intentan resolver un asesinato en South Beach con la ayuda del jugador. El juego también está disponible para su descarga en varios dispositivos iPod.
En la primavera de 2008, Gameloft y CBS lanzaron "CSI: Crime Scene Investigation-The Mobile Game", que se basa en la serie original de Las Vegas. Este juego introduce la posibilidad única de recibir llamadas durante el juego para proporcionar consejos y pistas sobre la escena del crimen y las pruebas. En cuanto a la historia, los desarrolladores del juego tuvieron la colaboración de Anthony E. Zuiker para asegurar que la trama y el diálogo del juego, correspondieran con el estilo de la serie.

### Libros
- True Stories of CSI: The Real Crimes Behind the Best Episodes of the Popular TV Show (Historias verdaderas de CSI: Los crímenes reales detrás de los mejores episodios del popular programa de televisión) (publicado 08-09): Katherine Ramsland sigue la evidencia y vuelve a visitar algunos de los episodios más absorbentes de la popular franquicia de televisión CSI, y explora los verdaderos crímenes que los inspiraron. También estudia la autenticidad de las investigaciones forenses recreadas para las dramatizaciones, y el proceso minucioso de la real vida forense empleada en cada uno de los casos. Desde el notable caso del asesino en serie Richard Speck, a la masacre de los monjes budistas en un templo de Arizona y a un desconcertante caso de combustión espontánea.

- En septiembre de 2009, Tokyopop publicó una versión manga de CSI escrita por Sekou Hamilton y dibujado por Steven Cummings. Se centra alrededor de cinco adolescentes que trabajan en el Laboratorio Criminal de Las Vegas como internos al tratar de resolver un caso de asesinato de un estudiante en su escuela secundaria, lo que conduce a un descubrimiento sorprendente. Grissom y Catherine se ven de vez en cuando, así como algunos de los otros personajes de CSI.

## Reinicio de la serie
En febrero de 2020, CBS anunció que está trabajando oficialmente en el reinicio de la serie, en conmemoración al 20 aniversario del estreno.  Según se informó, 4 actores principales regresarían al reboot de la serie: Paul Guilfoyle (Jim Brass), William Petersen (Gil), Jorja Fox (Sara) y Wallace Langham (Hodges).
La nueva generación de CSI, mientras tanto, será interpretada por Matt Lauria (Friday Night Lights, Kingdom), Paula Newsome (Chicago Med, Barry), Mel Rodríguez (Last Man on Earth) y Mandeep Dhillon (After Life).